# Crataegus caucasica
Crataegus caucasica — вид рослин із родини трояндових (Rosaceae).

## Біоморфологічна характеристика
Кущ 2–3(5) м заввишки. Іноді рослина може виростати до 7 м у висоту і 18 см в діаметрі. Гілки темно-коричневі з сірими плямами. Стебла голі. Листки широкояйцеподібні, тьмяні, глянцево-зелені, нижня сторона злегка рідковолосиста, потім гола. Діаметр квітки до 2 см. Плоди 10–13 мм у діаметрі.

## Середовище проживання
Росте в Дагестані, Грузії, Вірменії, Азербайджані, азійській Туреччині.